# 201 Pułk Piechoty (1920)
201 ochotniczy pułk piechoty (201 pp) – oddział piechoty Wojska Polskiego w II Rzeczypospolitej okresu wojny polsko-bolszewickiej.

## Formowanie i zmiany organizacyjne
201 ochotniczy pułk piechoty został utworzony w Warszawie na bazie  ośrodków zapasowych 5 pułku piechoty Legionów i 21 pułku piechoty. W jego skład wszedł także liczący około 1000 żołnierzy Wileński batalion ochotniczy mjr. Mariana Zyndrama-Kościałkowskiego. Z uwagi na dużą liczbę harcerzy w szeregach pułku nazwano go „harcerskim”. Z chwilą wyjścia na front pułk liczył 3788 żołnierzy.
Po rozwiązaniu jego akta i ewidencja znajdowała się częściowo w 1 pułku piechoty Legionów, 76. i 77 pułku piechoty, a część akt przekazano do Archiwum Wojskowego.

## Walki pułku
30 lipca pułk objął obronę przedmościa w Uhowie nad Narwią.

## Obsada personalna
- dowódca pułku – mjr Jan Edward Dojan-Surówka
- lekarz – por. lek. Bolesław Mioduszewski
- dowódca I batalionu – kpt. Ignacy Bobrowski
- dowódca II batalionu – por. Karol Wądołkowski †4 VIII 1920 Paproć
- dowódca 7 kompanii – por. Antoni Kolnarski
- dowódca 8 kompanii – por. Jerzy Mularski
- zastępca dowódcy 8 kompanii – ppor. Stanisław Biskupski
- dowódca III batalionu – kpt. Janusz Gaładyk
- dowódca 9 kompanii – ppor. Jan Korkiewicz
- dowódca 10 kompanii – por. Piotr Olewiński
- dowódca 10. kompanii III batalionu – ppor. Mirosław Lemański †15 VIII 1920 Cieksyn[3]
- dowódca 10. kompanii – ppor. Aleksander Prystor (21 VIII – 3 IX 1920)
- dowódca 11. kompanii III batalionu – kpt. Zenon Schmal †20 VIII 1920 Modlin[4]
- dowódca 13. kompanii („suwalskiej”) – ppor. Aleksander Prystor (29 VII – 21 VIII 1920)
- dowódca kompanii szturmowej – kpt. Andrzej Strach

W szeregach pułku jako ochotnicy walczyli i polegli profesorowie Gimnazjum im. Mikołaja Reja w Warszawie: Roland Bauer i Apolinary Krupiński.

## Kawalerowie Virtuti Militari
Żołnierze 201 pp odznaczeni Krzyżem Srebrnym Orderu Wojskowego Virtuti Militari za wojnę z bolszewikami:

1. mjr Tadeusz Deschu nr 4584
2. mjr Jan Kicka nr 4600
3. kpt. Ignacy Bobrowski nr 5168
4. kpt. Janusz Gaładyk nr 4530
5. kpt. Andrzej Strach nr 4532
6. por. Antoni Kolnarski nr 5859
7. por. Piotr Olewiński nr 4531
8. por. Tytus Zbyszewski nr 3397
9. ppor. Jan Korkiewicz nr 4533
10. ppor. Edward Magiera
11. ppor. podlek. Michał Wirbal
12. ś.p. ppor. Tadeusz Wrześniewski nr 3923
13. sierż. Kazimierz Kaulenas
14. ś.p. plut. Edmund Kaczorowski nr 4103
15. plut. Wiktor Kejzik
16. plut. Olgierd Zaborowski
17. kpr. Tadeusz Hołówko
18. st. szer. Edward Gasik nr 2474
19. ś.p. st. szer. Karol Łastówka nr 4419
20. szer. Kazimierz Dembiński nr 184
21. szer. Stefan Filipek
22. szer. Joachim Pietrzykowski
23. szer. Marian Sługocki nr 376